# Marcipalina rubra
Marcipalina rubra là một loài bướm đêm trong họ Erebidae.